# Jelena Slesarenková
Jelena Vladimirovna Slesarenková (rusky Елена Владимировна Слесаренко, * 28. února 1982, Volgograd, SSSR) je ruská atletka, olympijská vítězka a dvojnásobná halová mistryně světa ve skoku do výšky.

## Kariéra
V roce 2001 skončila na juniorském mistrovství Evropy v italském Grossetu na čtvrtém místě, tehdy ještě pod dívčím jménem Sivušenková. O rok později se umístila na halovém ME 2002 ve Vídni na pátém místě. V roce 2003 získala stříbrnou medaili na mistrovství Evropy do 23 let v polské Bydhošti a bronz na světové letní univerziádě v jihokorejském Tegu.
Na halovém MS 2004 v Budapešti získala titul halové mistryně světa, když zvítězila v osobním rekordu 204 cm. Stejným výkonem vyhrála též v letní sezóně evropský pohár v atletice v Bydhošti.

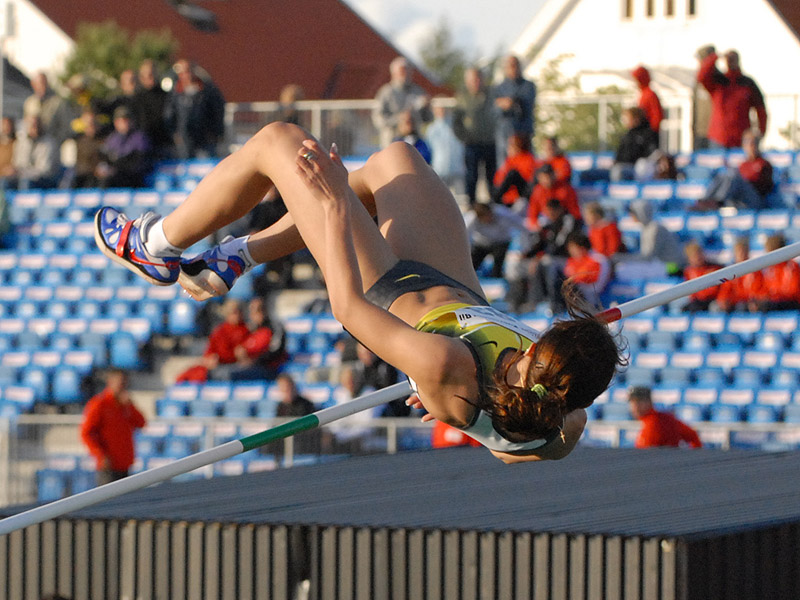
Jelena Slesarenková v roce 2007

Na letních olympijských hrách v Athénách prošla z kvalifikace do dvanáctičlenného finále. 28. srpna se stala olympijskou vítězkou v novém olympijském a národním rekordu 206 cm. Slesarenková procházela soutěží čistě, jediné tři nepovedené pokusy předvedla na výšce 210 cm. Světový rekord Bulharky Stefky Kostadinovové 209 cm tehdy nepokořila. Titul potvrdila v Monaku na světovém atletickém finále.
V roce 2005 vinou zranění vynechala halovou sezónu. Na světovém šampionátu v Helsinkách nenastoupila do kvalifikace, vinou dalšího zranění. O rok později obhájila v Moskvě titul halové mistryně světa. Na Mistrovství Evropy v atletice 2006 v Göteborgu skončila pátá. Později se stala vítězkou světového poháru. V roce 2007 na MS v atletice v japonské Ósace se umístila na 4. místě, když ji k medaili nestačilo ani překonání rovných dvou metrů.
V roce 2008 se ji nepodařilo získat třetí zlato v řadě na halovém mistrovství světa ve Valencii, když prohrála s Blankou Vlašičovou a skončila stříbrná. Na olympiádu do Pekingu odjížděla coby obhájkyně titulu. V kvalifikaci zvládla 193 cm napotřetí a postoupila do patnáctičlenného finále. V něm pokořila 199 i 201 cm napodruhé. Následnou výšku 203 cm však třikrát shodila a umístila se těsně pod stupni vítězů, na čtvrtém místě. O rok později skončila na světovém šampionátu v Berlíně ve finále na desátém místě. Ona i její soupeřka Anna Čičerovová byly ale následně v roku 2016 diskvalifikovány, jelikož v jejich vzorcích z roku 2008 (Beijing) byly nalezeny stopy po dopingu.
V roce 2010 prodělala sérii zdravotních problémů. V halové sezóně roku 2011 bylo jejím nejlepším výsledkem 188 cm. V letní části obsadila na domácím šampionátu v Čeboksarech výkonem 197 cm třetí místo a kvalifikovala se na světový šampionát do jihokorejského Tegu. Na MS poté ve finále zopakovala stejný výkon, což stačilo na konečné 4. místo.

### Český halový rekord
12. února 2008 se stala vítězkou mítinku Brněnská laťka, kde zvítězila výkonem 202 cm. Stala se tak první výškařkou, které se podařilo v České republice v hale skočit 200 cm a více. V roce 2009 se o překonání rekordu mohla postarat Němka Ariane Friedrichová, v Hustopečích ale 203 cm neskočila. Je také držitelkou rekordu Memoriálu Josefa Odložila, kde v roce 2004 zvítězila výkonem 201 cm.

### Osobní rekordy
Dvoumetrovou hranici a vyšší zdolala celkově 31krát.
- hala – 204 cm – 7. březen 2004, Budapešť
- venku – 206 cm – 28. srpen 2004, Athény – OR

## Osobní život
Dne 20. července roku 2012 se ji narodila dcera Lisa.